# كينغدوم هارتس: تشاين أوف مموريز
كينغدوم هارتس: تشاين أوف مموريز (باليابانية: キングダム ハーツ チェイン オブ メモリーズ) هي لعبة فيديو من نوع تقمص الأدوار، صدرت سنة 2004م لنظامي بلاي ستيشن 2 الـمنزلية وجيم بوي أدفانس الـمحمولة.